# YUMEKI
YUMEKI（ユメキ、1999年11月12日 - ）は、日本のダンサー、振付師。1MILLION DANCE STUDIO専属の振付師として韓国を拠点に5年間活動し、現在はJam Republic所属。血液型はA型。

## 経歴
13歳の時に母親の薦めでダンスを習い始め、15歳でアメリカへの短期留学を経験する。高校進学後は日本の高校に通いながらアメリカへのダンス留学を重ね、高校を卒業後に本格的にダンサーとして活動を開始した。
2013年3月、アキレスのシューズブランド瞬足とAvexが共同で開催したオーディションに合格。瞬足STEPPERSのメンバーとなる。
2014年、Avex Dance Masterを受講する16000人が参加したオーディションを勝ち抜き、Dream Teamとして19人のうちの一人として選ばれる。
2019年、ダンスクルー「KINJAZ」の中国ダンススタジオで、ダンスインストラクターとして活動。
2020年、1MILLION DANCE STUDIOの専属振付師として契約し、K-POPダンス業界で活動。
2022年、Mnetのサバイバル番組『STREET MAN FIGHTER』に出演。
2023年、『PRODUCE 101 JAPAN THE GIRLS』にダンストレーナーとして出演。
2024年3月、1MILLION DANCE STUDIOの専属契約が終了し、Jam Republicに移籍したことを発表。
2025年、Mnetのサバイバルオーディション番組『BOYS ll PLANET』に練習生として参加することが発表された。

## 人物
5人兄妹の次男。特技はピアノ。飛行機に100回以上乗ったことがある。

## 振付製作

### アーティスト

#### 2018年
- テン（NCT）
  - New Heroes

#### 2020年
- ITZY
  - WANNABE[8]
- ベクヒョン（EXO）
  - Candy[9]
- BDC
  - SHOOT THE MOON[10]
- K/DA
  - MORE[11]

#### 2021年
- ベクヒョン（EXO）
  - Get You Alone[12]
  - Addicted
- SHINee
  - Heart Attack[13]
- PURPLE KISS
  - Intro: Crown[14]
  - Ponzona[14]
  - Zombie[15]
- ONEUS
  - BLACK MIRROR[16]
- EXO
  - Don't fight the feeling[17]
- 超特急
  - 같이 가자（カチ カジャ）[18]
- THE BOYZ
  - MAVERICK[19]
- ONF
  - Goosebumps[20]

#### 2022年
- ONEUS
  - 덤벼 (Bring it on)[21]

#### 2023年
- MIUSA（中国語版）
  - BONBON[22]
- 力丸（INTO1）
  - TALKIN'BOUT[23]
- NCT 127
  - Fact Check[24]

#### 2024年
- TWS
  - Oh Mymy : 7s[25]
  - Last Festival[26]
- M!LK
  - Kiss Plan[27]
- MAZZEL
  - Waterfall[28]
- ME:I
  - Click[29]
  - Hi-Five[30]
- ONE N' ONLY
  - DOMINO[31]
- ONE OR EIGHT
  - KAWASAKI[32]
- OCTPATH
  - FUN[33]
- NCT WISH
  - Songbird[34]
- ARrC
  - dummy[35]
  - S&S (sour and sweet)[36]
- ENHYPEN
  - Brought The Heat Back[37]
- Kep1er
  - TIPI-TAP[38]
- ODD YOUTH
  - THAT'S ME[39]

#### 2025年
- LiKE LEGEND[注 1]
  - YOU ARE SPECiAL[40]
- ME:I 
  - MUSE
- NouerA
  - N.I.N (New is Now)
  - n (number of cases)
- TOMORROW X TOGETHER
  - Love Language
- TWS  
  - Countdown!
- A:SIDE
- ILLIT
- jellyous
- ZEROBASEONE
  - NOW OR NEVER

### 番組
- Sweet Home -俺と世界の絶望-
  - Side By Side[41]
- PRODUCE 101 JAPAN THE GIRLS
  - LEAP HIGH! 〜明日へ、めいっぱい〜[42]
  - AtoZ[43]
  - Popcorn[44]

## 出演

### テレビ番組
- 中居正広のダンスな会（2021年3月6日、テレビ朝日）- ダンス映像紹介

### 配信番組
- STREET MAN FIGHTER（英語版）（2022年8月23日 - 11月8日、Mnet）
- PRODUCE 101 JAPAN THE GIRLS（2023年10月5日 - 12月16日、Lemino・TBS）[45]
- BOYS ll PLANET（朝鮮語版）（2025年7月17日 - 、Mnet）

### CM
- ソウル文化財団 オンラインCM（2019年）[46]
- キア K5 オンラインCM（2019年）[47]

### ミュージックビデオ
- Presley Tennant『BFF』（2017年）
- RADWIMPS『カタルシスト』（2018年）

## 公演

### ファンミーティング
| 年     | 公演名                              | 日程     | 会場          |
| ------ | ----------------------------------- | -------- | ------------- |
| 2023年 | YUMEKI 1st FANMEETING "YOU MAKE IT" | 12月26日 | 東京都 池袋AK |

## 書籍

### 写真集
- ON STAGE（2024年7月25日、双葉社）ISBN 978-4575319026